# Campeonato de los Cuatro Continentes de Patinaje Artístico sobre Hielo de 2008

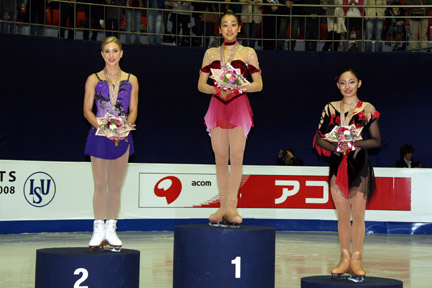
Patinaje artístico femenino 2008

El X Campeonato de los Cuatro Continentes de Patinaje Artístico sobre Hielo se realizó en Goyang (Corea del Sur) entre el 11 y el 17 de febrero de 2008. Fue organizado por la Unión Internacional de Patinaje sobre Hielo (ISU) y la Asociación Surcoreana de Patinaje sobre Hielo.
Las competiciones se efectaron en el Estadio de Hielo Seongsa de la ciudad coreana. Participaron en total 97 patinadores de 16 países afiliados a la ISU.

## Resultados

### Masculino
| Puesto | Nombre            | País           | Puntos |
| ------ | ----------------- | -------------- | ------ |
| Oro    | Daisuke Takahashi | Japón          | 264,41 |
| Plata  | Jeffrey Buttle    | Canadá         | 234,02 |
| Bronce | Evan Lysacek      | Estados Unidos | 233,11 |

### Femenino
| Puesto | Nombre           | País   | Puntos |
| ------ | ---------------- | ------ | ------ |
| Oro    | Mao Asada        | Japón  | 193,25 |
| Plata  | Joannie Rochette | Canadá | 179,54 |
| Bronce | Miki Ando        | Japón  | 177,66 |

### Parejas
| Puesto | Nombre                            | País           | Puntos |
| ------ | --------------------------------- | -------------- | ------ |
| Oro    | Qing Pang / Jian Tong             | China          | 187,33 |
| Plata  | Dan Zhang / Hao Zhang             | China          | 181,84 |
| Bronce | Brooke Castile / Benjamin Okolski | Estados Unidos | 159,99 |

### Danza en hielo
| Puesto | Nombre                             | País           | Puntos |
| ------ | ---------------------------------- | -------------- | ------ |
| Oro    | Tessa Virtue / Scott Moir          | Canadá         | 207,32 |
| Plata  | Meryl Davis / Charlie White        | Estados Unidos | 199,45 |
| Bronce | Kimberly Navarro / Brent Bommentre | Estados Unidos | 180,65 |

## Medallero
| Núm. | País           | Oro | Plata | Bronce | Total |
| ---- | -------------- | --- | ----- | ------ | ----- |
| 1    | Japón          | 2   | 0     | 1      | 3     |
| 2    | Canadá         | 1   | 2     | 0      | 3     |
| 3    | China          | 1   | 1     | 0      | 2     |
| 4    | Estados Unidos | 0   | 1     | 3      | 4     |
|      | TOTAL          | 4   | 4     | 4      | 12    |

- Datos: Q2596559
- Multimedia: 2008 Four Continents Figure Skating Championships / Q2596559